# Bad Wörishofen
Bad Wörishofen (jusqu'en 1920 Wörishofen) est une ville de Bavière en Allemagne.

## Histoire
| Appartenances historiques Principauté épiscopale d'Augsbourg 1243–1803 Électorat de Bavière 1803–1806 Royaume de Bavière 1806–1918 République de Weimar 1918–1933 Reich allemand 1933–1945 Allemagne occupée 1945–1949 Allemagne 1949–présent |

## Lieux et monuments
- Le parc d'attractions Skyline Park.

## Personnalités liées à la ville
- Gottfried Deininger (1898-1968), homme politique né à Bad Wörishofen;
- Anna de Saxe (1929-2012), princesse née à Bad Wörishofen;
- Rainer Werner Fassbinder (1945-1982), réalisateur et cinéaste allemand y est né également.